# Station Łuków Zapowiednik
Station Łuków Zapowiednik is een spoorwegstation in de Poolse plaats Łuków.